# Praça Conde de Porto Alegre

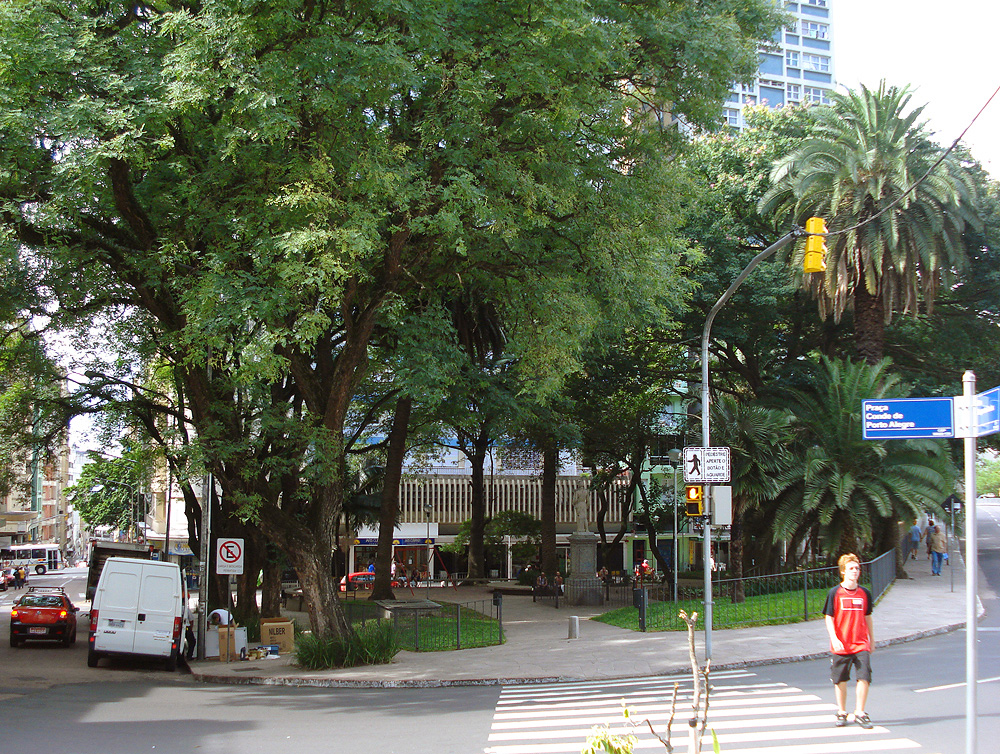
Aspecto da praça

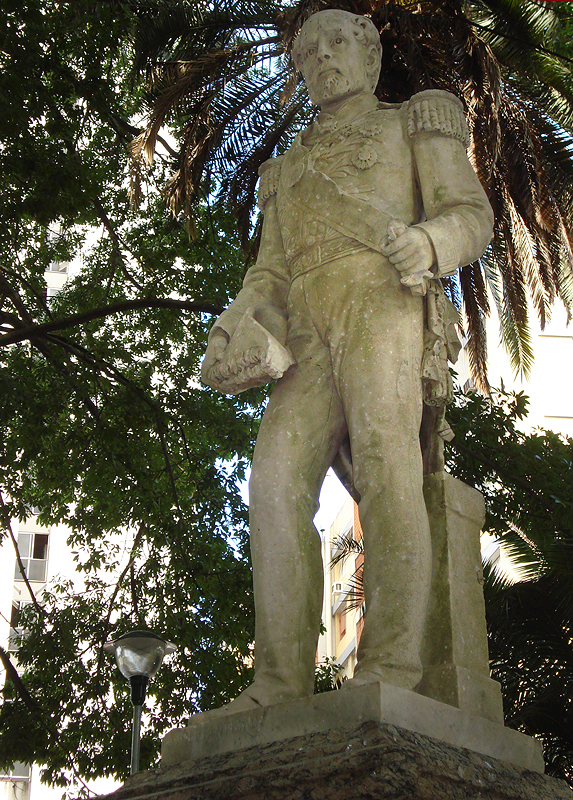
Monumento ao Conde de Porto Alegre

A Praça Conde de Porto Alegre é um pequeno logradouro de forma triangular localizado no Centro Histórico de Porto Alegre, entre as ruas Duque de Caxias e Riachuelo. Seu nome é uma homenagem ao Conde de Porto Alegre.
Sua primeira menção oficial é de 30 de junho de 1829, em ata da Câmara Municipal, onde ela consta com seu primeiro nome, Praça do Portão, reminiscente do local onde ainda antes daquela data havia o portão da Vila de Porto Alegre, e que na época já não existia mais. Originalmente possuía apenas três grandes figueiras plantadas pelo comerciante José Canteiro, para darem sombra aos cavalos dos seus fregueses.
Quando a Companhia Hidráulica Porto-Alegrense iniciou suas atividades de distribuição de água, instalou na praça um de seus chafarizes públicos e, em 1869, um requerimento do vereador José Antônio Rodrigues Ferreira solicitava seu ajardinamento. Entretanto, as melhorias não aconteceram de imediato, só iniciadas bem depois da alteração de seu nome para Praça General Marques, em 6 de setembro de 1873, e só completas em 1886.
Em 11 de outubro de 1912, o intendente José Montaury mudou sua denominação outra vez, passando a ser conhecida pela atual, e determinando no mesmo ato a transferência para ali do Monumento ao Conde de Porto Alegre, que estava instalado na Praça da Matriz, embora sua remoção tenha gerado protestos na imprensa.
Em 1919 sua topografia foi reformulada, diminuindo-se a declividade do terreno. Na administração do prefeito Telmo Thompson Flores (1969-1975) o espaço sofreu nova reforma, para a construção do Viaduto Loureiro da Silva, restando apenas uma parcela de sua área primitiva.
Em 2007 a praça foi recuperada pela prefeitura, recebendo nova pavimentação no entorno e nos passeios internos, gradeamento, iluminação e pintura de seus equipamentos de lazer, além de melhorias na rede de captação pluvial.